# 堀向彦輝
堀向 彦輝（ほりこう ひろき、1979年8月10日 - ）は、日本の音楽家・シンガー・作詞家・作曲家・編曲家・プロデューサー・ピアニスト・キーボーディスト。
神奈川県 横浜市出身、広島県育ち。蕎麦好き。

## WORKS
- Cö shu Nie feat. HYDE「MAISIE」（ HYDE、中村未来、と共作詞・作曲）
- NEMOPHILA 4th アルバム「Apple of my eye」（全曲アレンジ/プロデュース）
- LiSAアリーナツアー「LiSA LiVE is Smile Always～COCKTAiL PARTY～ SOUR」の「虚無」、「サワーメドレー」（ストリングスアレンジ）[1]
- NEMOPHILA デジタル配信シングル「G.O.D.」（アレンジ/プロデュース）
- 坂本冬美 カバーアルバム「想いびと」の「M1. ひまわりの約束」、「M3. サクラ、散ル…」（Pf）
- Nick Lotto「Chloe」（Key）
- NEMOPHILA カバーEP「The Initial Impulse」（プロデュース）
- HAZUKI 1st アルバム「EGØIST」の「M4.七夕乃雷 -Shichiseki no rai-」、「M6.CALIGULA」、「M9.HEROIN(E)」、「M10.ROMANCE」、「M11.PLUS ULTRA」（Key）
- HYDE「PANDORA」（作詞/作編曲/Key）
- HYDE「FINAL PIECE」（作編曲/Cho/Pf）
- HYDE「ZIPANG -HEIANJINGU ver.-」（Pf）
- HYDE「NOSTALGIC」（作詞/作編曲/Pf）
- L'Arc-en-Ciel「ミライ」（編曲）
- HYDE「DEFEAT」（ HYDE、SHOW-HATE from SiM、Aliと共作詞・作曲/key）
- HYDE「LET IT OUT」の「GLAMOROUS SKY（フェスアレンジver.）」（key）
- HYDE「LET IT OUT」（ HYDE、Kuboty、Aliと共制作/key）[2]
- 赤い公園「紺に花」（編曲/key）
- 前川清「歩いて行こう」（編曲）
- HYDE「BELIEVING IN MYSELF/INTERPLAY」の「INTERPLAY」（HYDE、Aliと共作曲・共作詞/key）[3]
- HYDE feat.YOSHIKI「ZIPANG」（編曲）
- Cö shu Nie feat. HYDE「MAISIE」（HYDEと共作曲）
- YUKI「かたまり」（編曲/Key/Pf）
- 赤い公園「最後の花」（Stringsアレンジ）
- ゴスペラーズ「Let it Shine」（作曲・アレンジ）
- ゴスペラーズ「angel tree」（アレンジ）
- 堂珍嘉邦「BIRDY」(作曲・アレンジ・共作詞)
- 堂珍嘉邦「How I love you so」(作曲・アレンジ・共作詞)
- Little Glee Monster「永遠に」（アレンジ）
- SHOW-YA「V.S.MYSELF」（作曲）
- 堂珍嘉邦「未来ハンモック」（編曲/プログラミング/Key）
- FTISLAND「Polar Star」(作曲/編曲/key)
- Lupin The third 峰不二子という女サウンドトラック（プログラミング）
- Jackie Evancho 「荒城の月」（編曲/プログラミング）
- 前川紘毅「生まれ変わっても僕でいいよ/ともだち」（編曲/プロデュース/プログラミング/Key）
- ゴスペラーズ「Your Hero」(編曲/Key）
- 前川紘毅「目を閉じて...」(共作曲/編曲/プロデュース/プログラミング/Key）
- FTISLAND「Always」(作曲)
- 平原綾香「My Road」（作曲）
- 矢幅歩「どこまでも空」（作曲）
- FTISLAND「SATISFACTION」(作曲)
- 前川紘毅「ヒミツキチ」（共作詞/作曲/編曲/プロデュース）
- 前川紘毅「僕の貯金箱」（共作詞）
- 前川紘毅「君のいない左側」（作曲）
- ゴスペラーズ「言葉にすれば」（編曲）
- ゴスペラーズ「Simple Words」（編曲）
- ひびき/アルバム「ありがとう」（全編曲/プロデュース）
- 藤木直人「Oh,Yes」（コーラス）
- 坂本麗衣「J-45」「Try Again」「Sunday morning」「風の向こうへ」（コーラス）
- 三村奈々恵「プラーナ」（コーラス）
- 呉汝俊「神話」（コーラス）
- アニメ「鉄腕バーディー DECODE:02 ORIGINAL SOUNDTRACK」（コーラス）
- TVドラマ「ハケンの品格/o.s.t」（コーラス）
- TVドラマ「サプリ/オリジナル・サウンドトラック」（コーラス）
- TVドラマ「ラストクリスマス/ザ・コンプリート・コレクション」（コーラス）

## サポートアクト
VAMPSヴァンプス
ライブ「VAMPS MTV Unplugged」、「VAMPS LIVE 2016 ACOUSTIC DAY」に参加
HYDE（ハイド）
シングル「ZIPANG」の共同編曲、「ZIPANG c/w ORDINARY WORLD」の編曲、「BELIEVING IN MYSELF/INTERPLAY」の「INTERPLAY」にHYDE、Aliと共作曲・共作詞、「LET IT OUT」にHYDE、Kuboty、Aliと共制作、｢DEFEAT」にHYDE、SHOW-HATE from SiM、Aliと共作詞・作曲で参加
ライブ「HYDERoom Presents 黒ミサ 2016 in Furano」、「HYDE Christmas Concert 2017 -黒ミサ TOKYO-」、ライブツアー「HYDE LIVE 2018」、「HYDE ACOUSTIC CONCERT 2019 黒ミサ BIRTHDAY TOKYO」、「HYDE ACOUSTIC CONCERT 2019 黒ミサ BIRTHDAY WAKAYAMA」
、ライブツアー「HYDE LIVE 2019」、ライブ「HYDERoom Presents 黑ミサ 2019 in Furano」、｢HYDE LIVE 2020 Jekyll & Hyde｣、ライブツアー「HYDE LIVE 2020-2021 ANTI WIRE」に参加
赤い公園
ライブ 赤い公園 THE LAST LIVE「THE PARK」に参加
baroque（バロック）
ライブ「BAROQUE × THE NOVEMBERS TOUR“BRILLIANCE”」、「THE BIRTH OF LIBERTY // FINAL」、「ONEMAN LIVE“VISIONS OF // PEP”」に参加
圭
ライブ「圭 SOLO LIVE“Adam et Eve -Adam-”」、「圭 SOLO LIVE“beautiful emotional picture 2.0『神と理想郷』”｣、｢圭 SOLO LIVE“THE LIBERTY-輪廻の新月-”｣に参加
POLPO（ポルポ）
ライブ「POLPO SHOWCASE LIVE “PWYW”」に参加、ライブツアー「ワンマンライブツアー“AGAIN...”」